# Molins de Rei
Molins de Rei è un comune spagnolo di 23 544 abitanti situato nella comunità autonoma della Catalogna.

## Storia

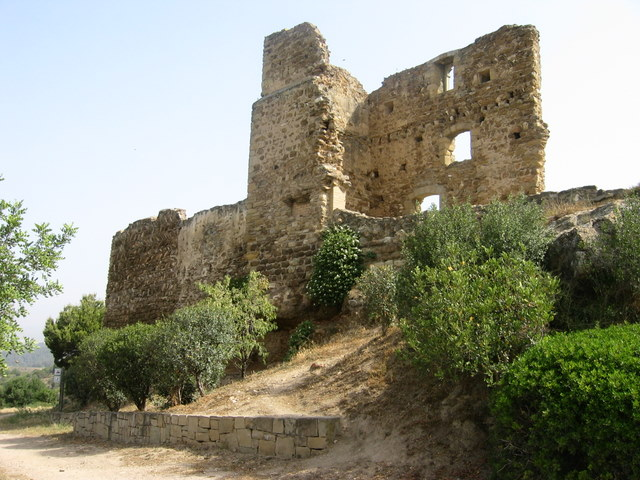
Castellciurò, supposto luogo di nascita della giudicessa Eleonora d'Arborea

Faceva parte del regno di Aragona e molti nobili locali la prediligevano per ameni soggiorni allontanandosi per brevi periodi dalla vivace Barcellona.
La cittadina è nota per aver dato, presumibilmente, i natali alla giudicessa sarda Eleonora d'Arborea (1347-1403).
La famiglia catalana dei visconti Roccaberti risiedeva a Barcellona e disponeva come residenza estiva del Castellciurò.
Il futuro Mariano IV d'Arborea, dopo il matrimonio con Timbora di Roccaberti celebrato durante il regno di Pietro IV il Cerimonioso, scelse il suddetto castello come dimora: dopo qualche anno ritornò in Sardegna con la famiglia, abitando prima nel castello del Goceano, poi nel palazzo giudicale di Oristano dopo essere succeduto al fratello Pietro III.
Oltre a Ugone III e Beatrice, vi nacque, dunque, con tutta probabilità nel 1347, anche la loro sorella Eleonora, sovrana reggente del giudicato di Arborea e il personaggio storico più conosciuto della Sardegna medievale.